# 奈良県道146号法隆寺線
奈良県道146号法隆寺線（ならけんどう146ごう ほうりゅうじせん）は、奈良県生駒郡斑鳩町を通る一般県道である。

## 概要
法隆寺の参道にあたり、生駒郡斑鳩町法隆寺1丁目の国道25号から法隆寺山門前を通り、国道に戻る周回道路である。沿道には松並木が植えられ、土産物店が軒を連ねる。拡幅工事を巡り、山門前の飲食店と奈良県の間で1970年（昭和45年）より買収交渉が進められていたが、難航して決裂。2004年（平成16年）2月4日に奈良県が行政代執行を実施し、飲食店は撤去された。現在、道路の拡幅工事は完了している。
法隆寺参道として、読売新聞社選定の「新・日本街路樹100景」（1994年）のひとつに選定されている。

### 路線データ
- 起点：生駒郡斑鳩町法隆寺1丁目（法隆寺前交差点、国道25号交点）
- 終点：生駒郡斑鳩町法隆寺1丁目（法隆寺前交差点、国道25号交点）

## 地理

### 通過する自治体
- 奈良県
  - 生駒郡斑鳩町

### 交差する道路
| 交差する道路 | 交差する場所 | 交差する場所          |
| ------------ | ------------ | --------------------- |
| 国道25号     | 法隆寺1丁目  | 法隆寺前交差点 / 起点 |
| 国道25号     | 法隆寺1丁目  | 法隆寺前交差点 / 終点 |

### 沿線
- 法隆寺